# Orban de Xivry
Orban de Xivry is een Belgische adellijke familie, afkomstig uit de provincies Luxemburg en Luik.

## Geschiedenis
In de achttiende eeuw waren er heel wat Orbans te vinden onder de meester-leerlooiers in de provincie Luxemburg en later ook als maîtres des forges of eigenaars van hoogovens of smeltovens in het Luikse. Een van de leerlooiers was Claude-François Orban, die trouwde met Antoinette de Xivry, behorende tot een andere welvarende Luikse familie. Ze was de dochter van de 'haut justicier' of rechter Charles Louis de Xivry en van Charlotte d'Orsinfaing. Ze kregen twaalf kinderen, waarvan negen zoons. Claude-François stierf tamelijk jong. Hij was op de terugreis van de Beurs in Leipzig, kreeg in Aken een achterwaartse trap van een paard en overleed aan zijn verwondingen. De moeder zorgde voor de opvoeding van de kinderen en voor het verderzetten van de zaken.
De zonen doorliepen elk een welvarende carrière, waarbij ze tegen het einde ervan alleen nog de bekroning van een opname in de adellijke stand verlangden. In 1875 bekwamen ze 'de Xivry' aan hun naam te mogen toevoegen, in herinnering aan de uitgestorven familienaam van hun moeder. 
In 1886 kwam de consecratie: zeven broers en de kinderen van een overleden achtste broer verkregen opname in de Belgische erfelijke adel. Een paar onder hen kreeg een (erfelijke) baronstitel. De wapenspreuk aangenomen door de barons Orban luidde: Defende inarmatos.
Naast de industriële activiteiten en naast het vaak voorkomende beroep van advocaat, waren de broers Orban en hun afstammelingen actief in tal van overheidsfuncties: burgemeester, schepen, vrederechter, provincieraadslid, bestendig afgevaardigde, gouverneur, en uiteindelijk volksvertegenwoordiger en senator. Niet minder dan vijf leden van deze familie zetelden in het parlement.

## Genealogie
Voor de volledige genealogie is de État présent te raadplegen. Hierna volgen de leden van de familie die nuttig zijn voor het situeren van diegenen die een publieke rol vervulden.
Claude-François Orban (1779-1826) x Antoinette de Xivry (1788-1858).
- Claude Orban de Xivry (1810-1889) x Eugénie Nicolay (1813-1875) - 5 kinderen, geen mannelijke nazaten - lid van de provinciale staten van Luxemburg, burgemeester van La Roche.
- Louis Orban de Xivry (1811-1891) x barones Fanny de Vivario de Ramezée (1819-1896) - geen kinderen - advocaat, provincieraadslid Luxemburg, bestendig afgevaardigde, interim-gouverneur, volksvertegenwoordiger.
- Augustin Orban de Xivry (1812-1893), luitenant-generaal, ongehuwd.
- Jacques Orban de Xivry (1815-1881) x Jeanne Dumont (°1812).
  - Jules Orban de Xivry (1841-1905) x Léonie de la Rocheblin (1842-1896) - 5 kinderen, allen ongehuwd.
  - Jean François Louis Orban de Xivry (1848-1885) x Marie Calmeyn (1857-1932) - 1 zoon, zonder nageslacht.
    - Fernand Orban de Xivry (1878-1926) x barones Ghislaine d'Huart (1900-1987) -  kinderloos.
- Henri Orban de Xivry (1821-1890) x Eulalie-Amanda Gerson (1835-1858), xx Emma Gerson (°1837), - 2 kinderen - burgemeester van La Roche, voorzitter van de provincieraad van Luxemburg, industrieel.
  - baron (1930) Henri-Claude Orban de Xivry (1857-1930) x Hortense Calmeyn (1860-1916) - 5 kinderen - schepen van La Roche, provincieraadslid Luxemburg.
    - Jean Orban de Xivry (1888-1962) x Marie-Ghislaine Simonis (1895-1936) - 2 kinderen - Burgemeester van La Roche.
      - baron Henri Orban de Xivry (1885-1953) x Louise Laloux (1899-1934) - 5 kinderen - provincieraadslid en bestendig afgevaardigde van Luxemburg.
        - Philippe Orban de Xivry (1894-1970) x barones Fernande de Bonhome (1894-1972) - 2 dochters.

  - Edmond Orban de Xivry (1857-1928) x Gabrielle Parmentier (1864-1919) - 4 kinderen - viceconsul van Monaco, advocaat, senator.
    - Marguerite Orban de Xivry (1885-1912) x Charles-Alexis Terlinden (1878-1972).
    - Pierre Orban de Xivry (1893-1972) x Ernestine Oehme (1896-1996) - 3 kinderen.
      - Robert Orban de Xivry (°1927) x Régine Sénèque (°1929).
- Dieudonné Orban de Xivry (1822-1877) x Cathérine Truc (1835-1902).
  - Auguste Orban de Xivry (1859-1914) x Mathilde Vercruysse (1873-1914). Hij en zijn vrouw stierven voor het vaderland in het begin van de Grote Oorlog - 2 kinderen.
  - Ernest Orban de Xivry (1861-1937) x Marie Massange (1875-1925) - burgemeester van Ferrières, provincieraadslid van Luik - 2 kinderen, geen nazaten.
  - Lucien Orban de Xivry (1865-1928) x Laure Massange (1877-1965) - 3 kinderen - majoor.
- Edouard Charles Orban de Xivry (1824-1895) x Lucie Halleux (1833-1927) - 5 kinderen - industrieel, senator, provincieraadslid van Luxemburg.
  - baron Edouard Orban de Xivry (1858-1901) x Marie Anciaux (1867-1920) - 5 kinderen - provincieraadslid, bestendig afgevaardigde, gouverneur van Luxemburg. 
    - baron Edouard Orban de Xivry (1893-1977) x gravin Jeanne de Hemricourt de Braconier (1893-1989) - 9 kinderen - advocaat, schepen van Namen, lid van de Raad van de Oostprovincie en van de Algemene raad van Belgisch-Congo.
      - baron Edouard Orban de Xivry (1920-2003) x Marie-Carmèle de Hemptinne (1921-1996).
- baron (1886) Grégoire Orban de Xivry (1827-1898) x Stéphanie de Zangré (1826-1884) - 2 kinderen - provincieraadslid, senator, vrederechter.
  - baron (1898) Alfred Orban de Xivry (1857-1922) x Henriette Roberti (1862-1944) - 3 kinderen - provincieraadslid van Brabant, senator.
    - baron (1922) Etienne Orban de Xivry (1885-1953) x Ludwine de Vrière 1889-1916), xx Marie de Vrière 1892-1934) - 10 kinderen - senator, advocaat.